# Arak (napój alkoholowy)

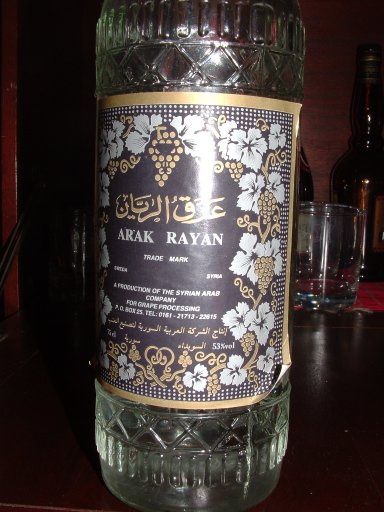
Butelka araku Rayan

Arak (z arab. ‏عرق‎ ʿaraq "wódka") – aromatyczny azjatycki napój alkoholowy (zawartość alkoholu pomiędzy 40% a 80%), o smaku anyżowym.
Arak jest otrzymywany przez destylację sfermentowanego zacieru ryżowego lub daktylowego, z dodatkiem melasy z trzciny cukrowej.
Produkowany i konsumowany jest przede wszystkim w Syrii, Libanie, Izraelu, Palestynie. Podobny do greckiego ouzo, tureckiej rakı i francuskiego pastis.